# تاکویا شیگهیرو
تاکویا شیگهیرو (انگلیسی: Takuya Shigehiro؛ زادهٔ ۵ مهٔ ۱۹۹۵) بازیکن فوتبال است.